# La Chapelle-des-Pots
La Chapelle-des-Pots är en kommun i departementet Charente-Maritime i regionen Nouvelle-Aquitaine i västra Frankrike. Kommunen ligger  i kantonen Saintes-Est som ligger i arrondissementet Saintes. År 2022 hade La Chapelle-des-Pots 1 007 invånare.

## Befolkningsutveckling
Antalet invånare i kommunen La Chapelle-des-Pots
Referens:INSEE